# Noord-Duits voetbalkampioenschap 1908/09
In 1908/09 werd het vierde voetbalkampioenschap gespeeld dat georganiseerd werd door de Noord-Duitse voetbalbond. Altonaer FC 1893 werd kampioen en plaatste zich voor de eindronde om de Duitse landstitel. De club versloeg FC Tasmania Rixdorf en verloor dan van BTuFC Viktoria 1889.

## Deelnemers aan de eindronde
| Club                        | Gekwalificeerd als          |
| --------------------------- | --------------------------- |
| FC Eintracht Braunschweig   | Kampioen van Braunschweig   |
| Bremer SC 1891              | Kampioen van Bremen         |
| Altonaer FC 1893            | Kampioen van Hamburg-Altona |
| FC Eintracht Hannover       | Kampioen van Hannover       |
| FV Holstein Kiel            | Kampioen van Kiel-Lübeck    |
| Techniker FC Corso Strelitz | Kampioen van Mecklenburg    |
| SC Frisia 03 Wilhelmshaven  | Kampioen van Oldenburg      |

## Eindronde

### Kwartfinale
|               |                  |       |                             |        |
| 21 maart 1909 | FV Holstein Kiel | 6 – 0 | Techniker FC Corso Strelitz | Lübeck |
| 21 maart 1909 |                  |       |                             | Lübeck |

|               |                       |       |                           |          |
| 21 maart 1909 | FC Eintracht Hannover | 1 – 5 | FC Eintracht Braunschweig | Hannover |
| 21 maart 1909 |                       |       |                           | Hannover |

|               |                |       |                            |           |
| 21 maart 1909 | Bremer SC 1891 | 3 - 2 | SC Frisia 03 Wilhelmshaven | Oldenburg |
| 21 maart 1909 |                |       |                            | Oldenburg |

Omdat de competitie van Hamburg-Altona nog niet afgelopen was kreeg Altona een bye voor de eerste ronde.

### Halve Finale
|               |                |       |                  |  |
| 18 april 1909 | Bremer SC 1891 | 1 – 6 | Altonaer FC 1893 |  |
| 18 april 1909 |                |       |                  |  |

|               |                           |       |                  |  |
| 18 april 1909 | FC Eintracht Braunschweig | 2 – 1 | FV Holstein Kiel |  |
| 18 april 1909 |                           |       |                  |  |

### Finale
|               |                  |       |                           |         |
| 25 april 1909 | Altonaer FC 1893 | 6 – 3 | FC Eintracht Braunschweig | Hamburg |
| 25 april 1909 |                  |       |                           | Hamburg |